# Andrew Lincoln
Andrew James Clutterbuck (Londres, 14 de septiembre de 1973), más conocido como Andrew Lincoln, es un actor británico. Su primera actuación televisiva importante la obtuvo en el drama de la BBC This Life (1996-1997), aunque es popularmente conocido por haber interpretado a Rick Grimes en la serie de televisión The Walking Dead de la cadena AMC (2010-2022) y por su rol principal en la comedia británica Teachers (2001-2003), como Simon Casey.

## Biografía
Andrew Clutterbuck nació en Londres. Su padre es un ingeniero civil inglés y su madre, una enfermera sudafricana. Su familia se mudó a Hull cuando él tenía 18 meses y a Bath con 8 o 9 años. Asistió a la escuela de Beechen Cliff, donde consiguió su primer papel de actor interpretando a Jack Dawkins (Dodger) en una versión de la obra Oliver!  Pasó un verano en el National Youth Theatre londinense y comenzó a interesarse por dedicarse a trabajar como actor. Tras terminar el colegio, continuó sus estudios en la Real Academia de Arte Dramático y comenzó a usar "Andrew Lincoln" como nombre artístico.

## Trayectoria

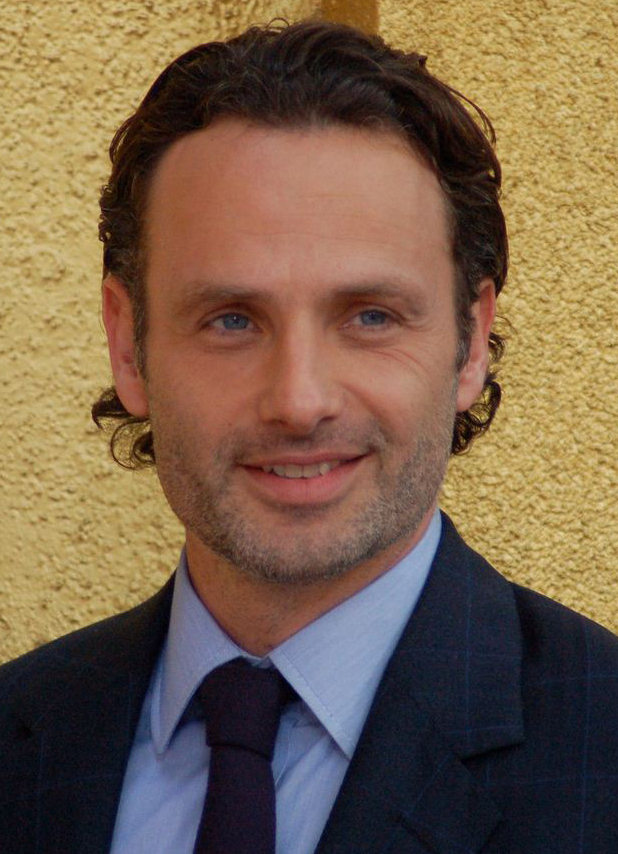
Lincoln en 2012

Lincoln es bien conocido en el Reino Unido, (o al menos su voz) pues trabajó como narrador para documentales y en anuncios de radio y televisión.
Pero alcanzó la fama como actor en la popular serie británica This Life, en el papel de Edgar "Egg" Cook, antes de alcanzar el estrellato en la comedia dramática Teachers (en la que dirigió dos episodios de la tercera temporada). Para su papel como Simon Casey, fue a una escuela durante un par de semanas para investigar junto con su hermano, Richard, quien es profesor en la vida real. También tuvo el papel del profesor de universidad y psicólogo Robert Bridge en  Afterlife junto a Lesley Sharp.
También tuvo papeles en películas, incluyendo apariciones en Human Traffic en 1999 y  Love Actually en 2003.
En 2009 apareció en la producción de Parlour Song. Vuelve a Inglaterra tras filmar la serie de televisión Strike Back del canal Sky 1 en el sur de África. También protagonizó junto a Vanessa Paradis la película francesa, L'arnacoeur.

### The Walking Dead
En abril de 2010 Lincoln fue elegido en un casting para interpretar a Rick Grimes, el protagonista de la adaptación de la cadena AMC de la serie de cómics The Walking Dead. Grimes es un policía dependiente del sheriff que despierta de un coma de meses de duración en un violento apocalipsis de unos muertos vivientes causado por un patógeno desconocido. Se convierte en el líder de un grupo de familias y amigos que se encuentran forzados a una continua lucha contra caminantes devoradores de carne humana y también contra personas malvadas. El drama tiene las calificaciones más altas en el ranking Nielsen en toda la historia de la televisión por cable, incluyendo la mayor cuota de pantalla de la franja de edad 18-49 años durante todas sus temporadas. En 2010 el actor firmó su contrato con la serie para seis años, y lo ha vuelto a negociar para dos temporadas más.
Sin embargo, el 30 de mayo de 2018 anunció que abandonaría The Walking Dead durante los primeros episodios de la novena temporada, más adelante AMC anunció una trilogía de películas las cuales se centrarían en el paradero de Rick Grimes, aunque esto fue desplazado debido a la Pandemia de COVID-19.
En 2022 en la Convención Internacional de Cómics de San Diego, fue anunciada la cancelación de las películas de Rick Grimes, a cambio de esto, se confirmó una serie Spin-Off de The Walking Dead de seis episodios, protagonizada por Lincoln y Danai Gurira. La serie derivada The Walking Dead: The Ones Who Live fue estrenada en 2024 y cerró las historias de Rick Grimes y Michonne.

## Vida personal
El 10 de junio de 2006 se casó con Gael Anderson, hija del cantante y compositor Ian Anderson. Tienen dos hijos, Matilda y Arthur. Apple Martin (hija de Gwyneth Paltrow y Chris Martin) llevó las flores en su boda.
El hermano mayor de Lincoln, Richard Clutterbuck, fue director del Bristol Free School y es actualmente director del Kings Oak Academy de Kingswood.

## Filmografía
| Televisión      | Televisión                                  | Televisión                 | Televisión                                                                                |
| Año             | Título                                      | Papel                      | Notas                                                                                     |
| --------------- | ------------------------------------------- | -------------------------- | ----------------------------------------------------------------------------------------- |
| 1994            | Drop the Dead Donkey                        | Terry                      | Episodio "Births and Deaths" (Temporada 4, episodio 4)                                    |
| 1995            | N7                                          | Andy                       | Personaje Secundario                                                                      |
| 1996            | Over Here                                   | Caddy                      | Personaje Secundario                                                                      |
| 1996            | Bramwell                                    | Martin Fiddlesticks        | Episodio 2x03                                                                             |
| 1996-1997       | This Life                                   | Edgar 'Egg' Cook           | Personaje Principal                                                                       |
| 1997            | The Woman in White                          | Walter Hartright           | Personaje Principal                                                                       |
| 1999            | Mersey Blues                                | Narrador                   | Miniserie                                                                                 |
| 2000            | Bomber                                      | Capt. Willy Byrne          | Personaje Principal                                                                       |
| 2000            | A Likeness in Stone                         | Richard Kirschman          | Personaje Principal                                                                       |
| 2001-2003       | Teachers                                    | Simon Casey                | Personaje Recurrente                                                                      |
| 2003            | Trevor's World of Sport                     | Mark Boden                 | Episodio 1.1                                                                              |
| 2003            | State of Mind                               | Lucian Latimer             | Personaje Principal                                                                       |
| 2003            | Love Actually                               | Mark                       | Comedia romántica                                                                         |
| 2003            | The Canterbury Tales                        | Alan King                  | EpisodioThe Man of Law's Tale (Temporada 1, episodio 6)                                   |
| 2004            | Holby City                                  | Boyfriend of Hep.C patient | Episodio "Letting Go" (Temporada 6, episodio 38)                                          |
| 2004            | Whose Baby?                                 | Barry Flint                | Personaje Principal                                                                       |
| 2004            | Lie with Me                                 | DI Will Tomlinson          | Personaje Principal                                                                       |
| 2005-2006       | Afterlife                                   | Robert Bridge              | Protagonista                                                                              |
| 2007            | This Life                                   | Edgar 'Egg' Cook           | Personaje Principal                                                                       |
| 2009            | The Things I Haven't Told You               | DC Rae                     | Personaje Secundario                                                                      |
| 2009            | Cumbres borrascosas                         | Edgar Linton               | Personaje Principal                                                                       |
| 2009            | Moon Shot                                   | Michael Collins            | Personaje Principal                                                                       |
| 2010            | Strike Back                                 | Hugh Collinson             | Coprotagonista (Temporada 1; 6 episodios)                                                 |
| 2010-2018; 2022 | The Walking Dead                            | Rick Grimes                | Protagonista (Temporada 1-9; 103 episodios) Aparición especial (Temporada 11; 1 episodio) |
| 2016            | The Walking Dead: The Journey So Far        | El Mismo / Rick Grimes     | Especial                                                                                  |
| 2017            | Red Nose Day Actually                       | Mark                       | Especial                                                                                  |
| 2017            | Robot Chicken                               | Rick Grimes                | Voz                                                                                       |
| 2018            | Fear the Walking Dead                       | Rick Grimes                | Episodio What's Your Story? (Temporada 4; episodio 1)                                     |
| 2022            | Guillermo del Toro's Cabinet of Curiosities | Edgar                      | Episodio The Murmuring (Temporada 1; episodio 8)                                          |
| 2024            | The Walking Dead: The Ones Who Live         | Rick Grimes                | Protagonista, creador y productor ejecutivo                                               |

| Cine | Cine                         | Cine                    | Cine                 |
| Año  | Película                     | Papel                   | Notas                |
| ---- | ---------------------------- | ----------------------- | -------------------- |
| 1995 | Boston Kickout               | Ted                     | Personaje Principal  |
| 1999 | A Man's Best Friend          | Man                     | Cortometraje         |
| 1999 | Human Traffic                | Felix                   | Personaje Secundario |
| 2000 | Gangster No. 1               | Maxie King              | Personaje Secundario |
| 2000 | Offending Angels             | Sam                     | Personaje Principal  |
| 2003 | Love Actually                | Mark                    | Personaje Secundario |
| 2004 | Enduring Love                | Productor de televisión |                      |
| 2006 | These Foolish Things         | Christopher Lovell      | Personaje Secundario |
| 2006 | Comme t'y es belle!          | Paul                    | Personaje Secundario |
| 2006 | Scenes of a Sexual Nature    | Jamie                   | Personaje Secundario |
| 2010 | Made in dagenham             | Mr. Clarke              | Reparto              |
| 2010 | L'arnacoeur                  | Jonathan                | Personaje Secundario |
| 2011 | The Big Red Nose Desert Trek | Narrador                |                      |
| 2020 | Penguin Bloom                | Cameron Bloom           | Protagonista         |